# Augustal
|  | Aquest article tracta sobre sacerdots romans. Vegeu-ne altres significats a «Augustal (Moneda)». |

Augustal era el nom que van prendre els membres dels augustals, una associació de sacerdots de l'antiga Roma, dedicada al culte als cèsars. La va instituir Tiberi per honorar a August i a la gens Júlia. Inicialment es van escollir per sorteig entre les principals famílies de Roma, en nombre de vint-i-un, als que s'hi van afegir el mateix emperador i alguns membres de la família imperial, com ara Drus el Jove, segons explica Tàcit. S'anomenaven sodales Augustales (confrares, col·legues), sacerdotes Augustales o simplement Augustales. Més endavant se'n va augmentar el nombre, però mai va passar de vint-i-vuit. Sembla que també hi havia sacerdotesses, segurament per record de Lívia Drusil·la, esposa d'August, que en va ser nomenada per un decret del senat.
Pel que sembla, abans de la mort d'August ja es van nomenar sacerdots i flamines com a augustales, però tant Suetoni com Cassi Dió diuen que es aquests càrrecs es limitaven a les províncies, i mai a Roma o a Itàlia durant la vida de l'emperador.